# فضيحة الأريكة
فضيحة الأريكة هو حادث بروتوكول دبلوماسي وقع خلال زيارة رئيسة المفوضية الأوروبية أورسولا فون دير لاين ورئيس المجلس الأوروبي شارل ميشيل إلى تركيا في أبريل 2021. وقع الحادث عندما التقى ميشيل وفون دير لاين بالرئيس التركي رجب طيب أردوغان حين لم يكن هناك سوى كرسيين جاهزين للقادة الثلاثة في الغرفة التي تم استقبالهم فيها. جلس ميشال على كرسي بجانب أردوغان بينما عُرض على فون دير لاين الجلوس على أريكة في نفس الغرفة أمام وزير الخارجية التركي مولود جاويش أوغلو. وصف العديد من المعلقين الحادثة بأنها متحيزة ضد المرأة، حيث اتخذ ميشال، كرجل، مكانة أكثر بروزًا من فون دير لاين كامرأة، مع حصولهما على لقب الرئيس. في وقت لاحق، رد تشاووش أوغلو قائلاً إن ترتيب المقاعد تم وفقًا لمطالب الجانب الأوروبي.

## الخلفية
صارت أورسولا فون دير لاين أول امرأة ترأس للمفوضية الأوروبية للاتحاد الأوروبي. لقد رحب جان كلود يونكر وغيره من السياسيين في الاتحاد الأوروبي بحقيقة أن امرأة أصبحت خليفة له. لقد انسحبت تركيا لتوها من اتفاقية إسطنبول التي تحمي من العنف ضد المرأة في مارس 2021، وهي خطوة تعرضت لانتقادات شديدة من قبل مجموعة واسعة من السياسيين في الاتحاد الأوروبي.

## حادث بروتوكول
نظرًا لأن رئيس المجلس الأوروبي شارل ميشيل ورئيس المفوضية الأوروبية أورسولا فون دير لاين سيلتقيان بالرئيس التركي رجب طيب أردوغان في 7 أبريل 2021، لم يكن هناك سوى كرسيين معدين لثلاثة منهم في الغرفة التي كانوا فيها. جلس شارل ميشيل على كرسي بجانب أردوغان، تاركًا فون دير لاين وهي متفاجئة على ما يبدو مما حدث. ثم عُرض عليها الجلوس على أريكة في نفس الغرفة أمام وزير الخارجية التركي مولود جاويش أوغلو. لم يتم السماح لممثلي الاتحاد الأوروبي الذين أرسلوا لتفقد الموقع قبل الاجتماع بالوصول إليه حيث تم اعتبار الغرفة قريبة جدًا من مكتب الرئيس. تمكن فريق الاتحاد الأوروبي من إجراء تعديل في ترتيب المقاعد في غرفة الطعام بحيث كان جميع المفوضين الثلاثة جالسين على كراسي من نفس الارتفاع. اقترح شارل ميشيل أيضًا إدراج فون دير لاين في الصورة الرسمية للاجتماع والتي لم يكن مخططًا لها في البداية.

## ردود الأفعال

### في الاتحاد الأوروبي
تسببت حقيقة أن شارل ميشيل وافق على وجود كرسيين فقط وليس ثلاثة، تسببت في مزيد من الانتقادات بين السياسيين في الاتحاد الأوروبي. دافع ميشيل عن نفسه مشيرًا إلى أنه كان قلقًا من أنه لو تصرف بخلاف ذلك، فإن العلاقات الدبلوماسية بين الاتحاد الأوروبي وتركيا كانت ستزداد توترًا ولأن الاستعدادات التي تم إجراؤها للاجتماع ستكون مرتبكة. وأشار كذلك إلى أن أحد الأسباب المحتملة للوضع المحزن هو أن تركيا قد التزمت بصرامة بالبروتوكول الدبلوماسي الذي يصنف رئيس مجلس الاتحاد الأوروبي فوق رئيس مفوضية الاتحاد الأوروبي. أكد إريك مامر، المتحدث الرئيسي باسم مفوضية الاتحاد الأوروبي، أن فون دير لاين فوجئت بالموقف لكنها فضلت التركيز على موضوع الاجتماع وليس على شكل البروتوكول. طالبت اللجنة بصياغة "طريقة مؤقتة" لمنع مثل هذه الحوادث في المستقبل.

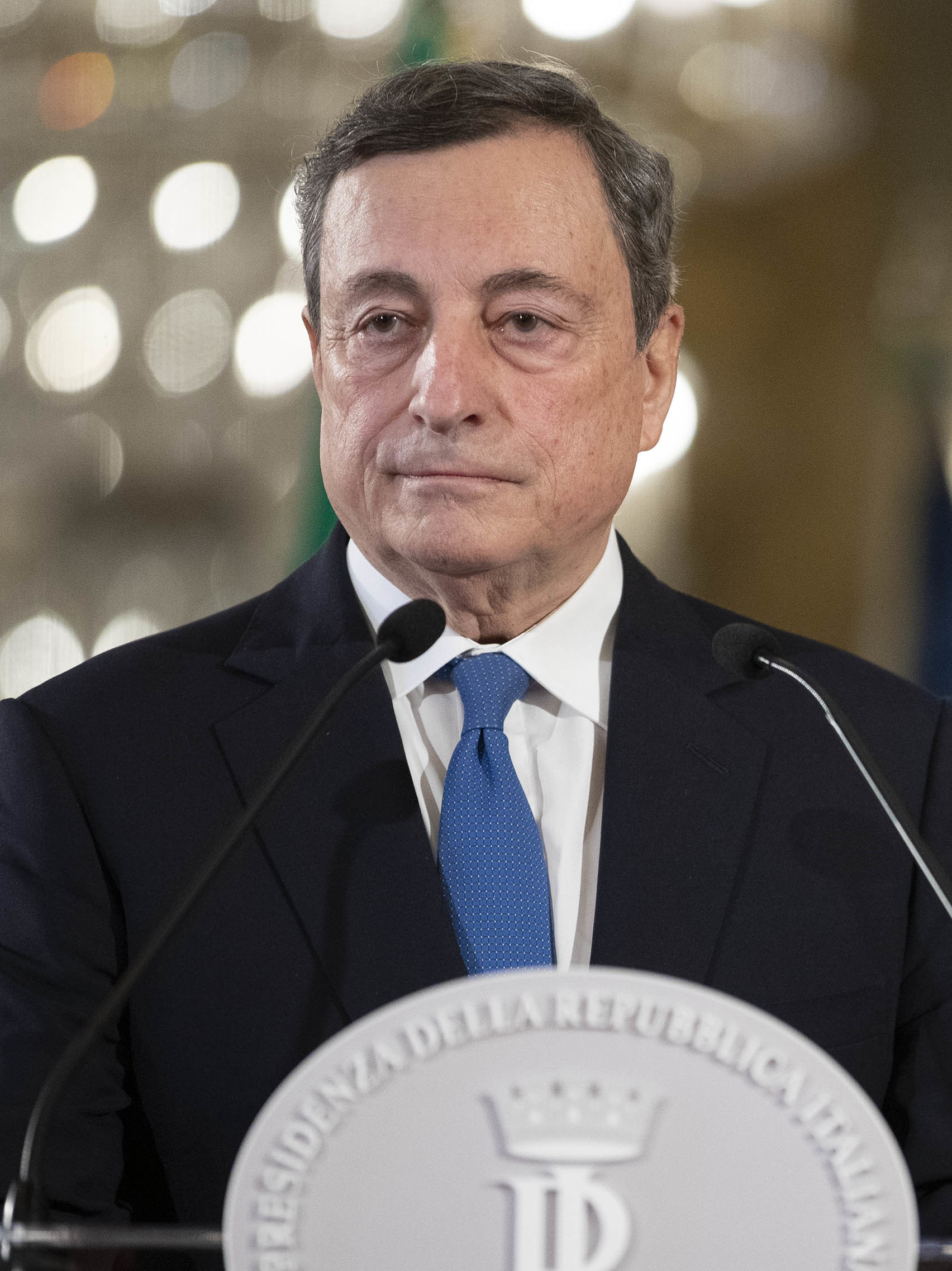
انتقد رئيس الوزراء الإيطالي ماريو دراجي أردوغان واتهمه بأنه «ديكتاتور».

أطلق العضو الإيطالي في البرلمان الأوروبي ماسيميليانو سميريجليو حملة توقيع تطالب باستقالة ميشيل بسبب الحادث. انتقد العضو الإسباني في البرلمان الأزروبي ايراتكسه غارسيا، زعيم «التحالف التقدمي للاشتراكيين والديمقراطيين» كل من شارل ميشيل وأردوغان بشأن المعاملة الأدنى للمرأة بين الزعماء الثلاثة، متهما الرجلين ب«ميكروماتشمو والوقاحة». وقيل أيضًا إن العديد من الأعضاء الآخرين في البرلمان الأوروبي تأثروا بسبب عدم رد فعل ميشيل على الحادث، في حين تساءلت أسيتا كانكو، العضوة البلجيكية في البرلمان الأوروبي، «لماذا جلس ميشيل؟ لماذا لا يستطيع... أن ينظر إلى السيدة فون دير لاين ويظهر تضامنه». ذكرت العضوة الهولندية في البرلمان الأوروبي صوفي إينت فيلد أن زعيمي الاتحاد الأوروبي وأردوغان، في اجتماع سابق، كانوا جالسين على كرسي. كما انتقدت أورسولا فون دير لاين لرفضها اتخاذ موقف، في هذا الحادث والعديد من الحالات الأخرى، والسماح للمفوضية الأوروبية بأخذ المقعد الخلفي للمجلس الأوروبي.
لفت مقرر الاتحاد الأوروبي بشأن تركيا ناتشو سانشيز أمور الانتباه إلى حقيقة أن العديد من السياسيين من حزب حزب الشعوب الديمقراطي المؤيد للأكراد، فقدوا تفويضهم بعد حملة قمع من قبل الحكومة التركية، قائلًا: «دعونا لا نفقد التركيز على المقاعد التي على المحك!».

### في تركيا
دافع مولود تشاووش أوغلو عن تركيا وزعم أن ترتيب الجلوس تم وفقًا للترتيبات التي تمت مناقشتها مع الاتحاد الأوروبي. كما أعرب رئيس الوزراء الإيطالي ماريو دراجي عن أسفه لمعاملة فون دير لاين قائلًا: «مع هؤلاء الطغاة - دعونا نسميهم على ما هم عليه - يجب على المرء أن يكون صريحًا في التعبير عن تنوع وجهات نظره ورؤى المجتمع»، مع التأكيد على ضرورة التعاون بين تركيا والاتحاد الأوروبي. ردت أنقرة على تصريح «الدكتاتور» باستدعاء السفير الإيطالي لدى تركيا. وبحسب ايل فاتو كوتيديانو، أوقفت تركيا شراء طائرات هليكوبتر من شركة ليوناردو الإيطالية. ولكن أيضًا بعد أن أدان أردوغان تصريح دراجي الذي ذكر فيه كلمة «الديكتاتور» حيث ذكره أنه بانتخابه كرئيس لتركيا وبتعيين دراجي كرئيس للوزراء، رفض دراجي تغيير بيانه.

## روابط خارجية
- "Ros Atkins video on sofagate: Turkey and the story of three presidents and only two chairs". BBC News. 9 أبريل 2021. مؤرشف من الأصل في 2023-04-26. اطلع عليه بتاريخ 2021-04-10.
- "Gender equality". European Commission. 15 سبتمبر 2016. مؤرشف من الأصل في 2023-05-02. اطلع عليه بتاريخ 2021-04-10.
- "Diplomatic protocol – EURACTIV.com". euractiv.com. مؤرشف من الأصل في 2023-04-26. اطلع عليه بتاريخ 2021-04-10.
- "Protocol Service of the European Commission". ec.europa.eu (بالإنجليزية). 10 Apr 2021. Archived from the original on 2023-04-22. Retrieved 2021-04-10.